# Tatort: Engelchen flieg
Engelchen flieg ist ein Fernsehfilm aus der Krimireihe Tatort. Die Folge wurde vom Südwestrundfunk unter der Regie von Hartmut Griesmayr produziert und erstmals am 1. November 1998 im Deutschen Fernsehen ausgestrahlt. Es ist die 399. Folge des Tatorts und 14. Episode mit der Ludwigshafener Ermittlerin Lena Odenthal (Ulrike Folkerts). Für ihren Kollegen Mario Kopper (Andreas Hoppe) ist es der fünfte Fall.

## Handlung
Nachdem in Ludwigshafen die zweijährige Yasemine al’Bakr aus dem sechsten Stock in die Tiefe stürzt und stirbt, ermitteln Kommissarin Odenthal und ihr Assistent Kopper den „unnatürlichen Tod eines Kleinkindes“. Zunächst befragen die Ermittler die Eltern von Yasemine, Houari und Sabine al’Bakr. Auffallend ist, dass die junge Mutter kaum zu trauern scheint, während sich der Vater verzweifelt zeigt.
Die Obduktion ergibt zahlreiche ältere Verletzungen und Knochenbrüche des Mädchens. Deshalb befragt Odenthal die behandelnde Ärztin, die die letzte Fraktur versorgt hatte und erhält die Bestätigung, dass mit dem familiären Umfeld etwas nicht stimmen kann. Auch Kopper recherchiert in einem anderen Krankenhaus und kommt zu der Erkenntnis, dass das Kind misshandelt worden sein muss. Dennoch wollen sie die Eltern nicht vorverurteilen, wie es bereits in der Presse geschehen ist, und versuchen herauszufinden, was genau passiert ist. Befragungen von Nachbarn und Mitbewohner des Mietshauses ergeben eine erhöhte Gewaltbereitschaft von Houari al’Bakr. Sabine al’Bakr hingegen war in der Vergangenheit in psychologischer Behandlung und beschuldigt inzwischen ihren Mann das Kind aus dem Fenster geworfen zu haben. Dieser wird daraufhin vernommen und gibt an, dass er seine labile Frau daran hindern wollte sich mit dem Kind aus dem Fenster zu stürzen und sie das Mädchen einfach hätte fallen lassen. Sabine bestätigt am Ende diese Version und stellt ernüchtert fest, dass ihr nichts in ihrem Leben geglückt sei, nicht einmal ihr Selbstmord. Während sie mit Odenthal und Kopper darüber spricht entwendet sie dem Kommissar die Pistole und erschießt sich vor den Augen der Ermittler.

## Hintergrund
Der Film wurde 1998 vom Südwestrundfunk produziert und in Ludwigshafen, Karlsruhe, Baden-Baden und Umgebung gedreht.

## Rezeption

### Einschaltquote
9,08 Millionen Zuschauer sahen die Folge Engelchen flieg in Deutschland bei ihrer Erstausstrahlung am 1. November 1998, was einem Marktanteil von 24,09 Prozent entsprach.

### Kritik
Die Kritiker der Fernsehzeitschrift TV Spielfilm loben diesen Tatort wegen seiner „Ruhige[n] Inszenierung“ und meinen: „Ein schwieriges Thema, sensibel aufbereitet.“